# 绵果黄耆
绵果黄耆（学名：Astragalus sieversianus）是豆科黄芪属的植物。分布于中亚以及中国大陆的新疆等地，生长于海拔1,000米的地区，一般生于山坡阴湿地，目前尚未由人工引种栽培。